# Esqui cross-country nos Jogos Olímpicos de Inverno de 2014 - 50 km livre masculino
Os 50 km livre masculino do esqui cross-country nos Jogos Olímpicos de Inverno de 2014 ocorreu no dia 14 de fevereiro no Centro de Esqui Cross-Country e Biatlo Laura, na Clareira Vermelha em Sóchi.
Alexander Legkov, da Rússia, que conquistou a medalha de ouro, foi desclassificado em 1 de novembro de 2017 após ser flagrado no antidoping. Maxim Vylegzhanin, também russo e medalhista de prata, foi igualmente desclassificado por doping divulgado em 9 de novembro do mesmo ano. No entanto o Tribunal Arbitral do Esporte anulou essa decisão em 1 de fevereiro de 2018 e retornou a medalha ao atleta russo.

## Medalhistas
| Ouro   | RUS Alexander Legkov  |
| Prata  | RUS Maxim Vylegzhanin |
| Bronze | RUS Ilia Chernousov   |

## Resultados
| Pos.              | Bib | Atleta                      | Tempo     | Diferença |
| ----------------- | --- | --------------------------- | --------- | --------- |
| Medalha de ouro   | 3   | RUS Alexander Legkov        | 1:46:55.2 |           |
| Medalha de prata  | 7   | RUS Maxim Vylegzhanin       | 1:46:55.9 | +0.7      |
| Medalha de bronze | 8   | RUS Ilia Chernousov         | 1:46:56.0 | +0.8      |
| 4                 | 1   | NOR Martin Johnsrud Sundby  | 1:46:56.2 | +1.0      |
| 5                 | 40  | BLR Sergei Dolidovich       | 1:47:09.5 | +14.3     |
| 6                 | 10  | FRA Robin Duvillard         | 1:47:10.1 | +14.9     |
| 7                 | 21  | SWE Anders Södergren        | 1:47:13.0 | +17.8     |
| 8                 | 12  | SWE Daniel Richardsson      | 1:47:19.6 | +24.4     |
| 9                 | 19  | SWE Johan Olsson            | 1:47:27.3 | 32.1      |
| 10                | 42  | FIN Iivo Niskanen           | 1:47:27.5 | 32.3      |
| 11                | 20  | ITA Roland Clara            | 1:47:28.6 | +33.4     |
| 12                | 27  | SUI Curdin Perl             | 1:47:31.3 | +36.1     |
| 13                | 30  | FRA Ivan Perrillat Boiteux  | 1:47:31.7 | 36.5      |
| 14                | 43  | SVK Martin Bajčičák         | 1:47:34.4 | +39.2     |
| 15                | 13  | FIN Matti Heikkinen         | 1:47:35.0 | +39.8     |
| 16                | 49  | ITA David Hofer             | 1:47:35.7 | +40.5     |
| 17                | 29  | BLR Michail Semenov         | 1:47:36.0 | +40.8     |
| 18                | 5   | NOR Petter Northug          | 1:47:39.7 | +44.5     |
| 19                | 4   | CAN Alex Harvey             | 1:47:40.9 | +45.7     |
| 20                | 14  | CAN Ivan Babikov            | 1:47:41.8 | +46.6     |
| 21                | 17  | NOR Tord Asle Gjerdalen     | 1:47:43.5 | +48.3     |
| 22                | 36  | SUI Remo Fischer            | 1:47:44.2 | +49.0     |
| 23                | 25  | FIN Lari Lehtonen           | 1:47:48.7 | +53.5     |
| 24                | 45  | AUT Bernhard Tritscher      | 1:47:51.7 | +56.5     |
| 25                | 33  | ITA Francesco de Fabiani    | 1:47:51.8 | +56.6     |
| 26                | 22  | USA Noah Hoffman            | 1:48:04.3 | +1:09.1   |
| 27                | 18  | SUI Dario Cologna           | 1:48:21.6 | +1:26.4   |
| 28                | 38  | CAN Graeme Killick          | 1:48:22.4 | +1:27.2   |
| 29                | 28  | CZE Petr Novák              | 1:48:41.0 | +1:45.8   |
| 30                | 35  | SUI Toni Livers             | 1:48:49.9 | +1:54.7   |
| 31                | 16  | CZE Lukáš Bauer             | 1:48:51.3 | +1:56.1   |
| 32                | 2   | NOR Chris Jespersen         | 1:49:21.3 | +2:26.1   |
| 33                | 50  | ESP Imanol Rojo             | 1:49:21.9 | +2:26.7   |
| 34                | 48  | KAZ Mark Starostin          | 1:49:34.1 | +2:38.9   |
| 35                | 11  | FRA Jean-Marc Gaillard      | 1:49:49.7 | +2:54.5   |
| 36                | 15  | GER Thomas Bing             | 1:49:56.1 | +3:00.9   |
| 37                | 26  | CZE Martin Jakš             | 1:50:00.5 | +3:05.3   |
| 38                | 23  | RUS Konstantin Glavatskikh  | 1:50:33.4 | +3:38.2   |
| 39                | 24  | GER Axel Teichmann          | 1:51:03.4 | +4:08.2   |
| 40                | 62  | GER Arnd Peiffer            | 1:51:31.5 | +4:36.3   |
| 41                | 60  | BUL Andrey Gridin           | 1:51:41.7 | +4:46.5   |
| 42                | 56  | GER Erik Lesser             | 1:51:55.8 | +5:00.6   |
| 43                | 9   | FRA Maurice Manificat       | 1:52:01.6 | +5:06.4   |
| 44                | 41  | EST Aivar Rehemaa           | 1:52:22.1 | +5:26.9   |
| 45                | 61  | DEN Martin Møller           | 1:52:32.7 | +5:37.5   |
| 46                | 52  | BLR Aliaksei Ivanou         | 1:52:52.9 | +5:57.7   |
| 47                | 51  | ESP Javier Gutiérrez Cuevas | 1:53:02.5 | +6:07.3   |
| 48                | 54  | KAZ Yerdos Akhmadiyev       | 1:53:07.4 | +6:12.2   |
| 49                | 53  | EST Karel Tammjärv          | 1:53:23.0 | +6:27.8   |
| 50                | 55  | SRB Milanko Petrović        | 1:53:35.1 | +6:39.9   |
| 51                | 39  | USA Brian Gregg             | 1:55:02.3 | +8:07.1   |
| 52                | 32  | CZE Jiří Magál              | 1:56:28.7 | +9:33.5   |
| 53                | 44  | GBR Andrew Musgrave         | 1:57:08.9 | +10:13.7  |
| 54                | 47  | KAZ Sergey Cherepanov       | 1:57:24.2 | +10:29.0  |
| 55                | 34  | KAZ Yevgeniy Velichko       | 1:58:10.6 | +11:15.4  |
| 56                | 46  | CAN Jesse Cockney           | 1:59:16.6 | +12:21.4  |
| 57                | 31  | USA Kris Freeman            | 1:59:46.7 | +12:51.5  |
| 58                | 58  | CRO Edi Dadić               | 2:02:35.5 | +15:40.3  |
| 59                | 63  | LAT Arvis Liepiņš           | 2:04:45.6 | +17:50.4  |
| 60                | 64  | CHN Xu Wenlong              | 2:08:02.0 | +21:06.8  |
| —                 | 66  | MKD Darko Damjanovski       | DNF       |           |
| —                 | 37  | BUL Veselin Tzinzov         | DNF       |           |
| —                 | 65  | BIH Mladen Plakalović       | DNF       |           |
| —                 | 59  | FIN Martti Jylhä            | DNF       |           |
| —                 | 6   | AUT Johannes Dürr           | DNS       |           |
| —                 | 57  | USA Torin Koos              | DNS       |           |

Legenda
| Recorde mundial      | Recorde mundial (World record)               |                       | Recorde africano                      | Recorde africano (African) |                                           | Q | Classificado por posição (Qualified) |
| Recorde olímpico     | Recorde olímpico (Olympic record)            | Recorde da América    | Recorde da América (Americas)         | q                          | Classificado por melhor tempo (Qualified) |   |                                      |
| Melhor marca do ano  | Melhor marca do ano (World leading)          | Recorde asiático      | Recorde asiático (Asian)              | DNS                        | Não largou (Did not start)                |   |                                      |
| Recorde nacional     | Recorde nacional (National record)           | Recorde europeu       | Recorde europeu (European)            | DNF                        | Não terminou (Did not finish)             |   |                                      |
| Recorde pessoal      | Recorde pessoal do atleta (Personal best)    | Recorde da Oceania    | Recorde da Oceania (Oceania)          | DSQ / DQ                   | Desclassificado (Disqualified)            |   |                                      |
| Recorde da temporada | Recorde da temporada do atleta (Season best) | Recorde sul-americano | Recorde sul-americano (South America) | NM                         | Sem marca (No mark)                       |   |                                      |